# Фроленков, Владимир Александрович
Владимир Александрович Фроленков (20 декабря 1949, Брянск) — советский футболист, нападающий, советский и российский тренер. Мастер спорта СССР.
Начинал заняматься в секции футбола Бежицкого сталелитейного завода. Вначале играл левого защитника, затем был переведён в центр обороны, следом в полузащиту. Окончательно стал центральным нападающим.
Всю карьеру провёл в брянском «Динамо». В 1967—1980 годах за 14 сезонов в третьем эшелоне (1969 — во 2-й группе класса «А») провёл 447 игры, забил 135 (140) мячей. Лучший бомбардир клуба за всю историю.
В 1975 году заочно окончил СГАФКСТ.
В 1980—2019 — тренер в футбольной школе «Динамо» Брянск. Работал главным тренером ФК «Бежица» из чемпионата Брянской области.